# Мідгау

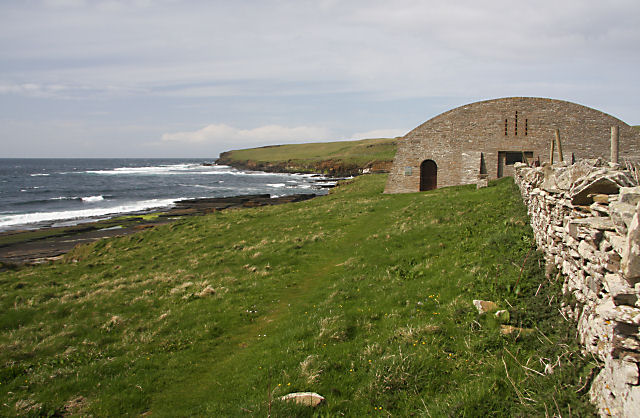

Мідгау (англ. Midhowe) — велика гробниця (за типом — камерний каїрн) епохи неоліту, розташована на південному узбережжі острова Рауса у складі Оркнейських островів у Шотландії. Назва Мідгау походить від великого броха бронзової доби на захід від гробниці. Разом гробниця і брох є частинами великого комплексу древніх споруд на березі протоки Ейнгаллоу (Eynhallow Sound), що відокремлює Раус від Мейнленда, найбільшого з Оркнейських островів.